# Eugenio Torelli Viollier
Eugenio Torelli Viollier, nato Eugenio Torelli (Napoli, 26 marzo 1842 – Milano, 26 aprile 1900), è stato un giornalista e editore italiano, noto soprattutto per essere stato l'ideatore e cofondatore nel 1876 del Corriere della Sera, che diresse fino al 1898.

## Infanzia e adolescenza
Il padre, l'avvocato napoletano Francesco Torelli, apparteneva ad una famiglia di giuristi liberal-riformisti fedeli al Regno delle Due Sicilie. La madre era la francese Joséphine Viollier, seconda moglie di Francesco. Si stabilì a Napoli con Luisa, la figlia nata da un precedente matrimonio. Nel 1850 Francesco morì d'infarto quando Eugenio non aveva ancora otto anni. Nel maggio 1856 morì anche la madre. Luisa si fece carico dell'educazione di Eugenio e dei suoi due fratelli minori, Carlo e Giovanni Battista.
Il 25 giugno 1860 il re Francesco II di Borbone richiamò in vigore la Costituzione già concessa da Ferdinando II nel 1848. Vennero ripristinati il parlamento e i ministeri. A far parte delle nuove istituzioni furono chiamate le stesse persone che avevano dato vita all'effimera esperienza del 1848, oppure loro parenti stretti. Il padre di Eugenio, Francesco, era morto, quindi gli subentrò di diritto il figlio. Appena diciottenne, Eugenio fu nominato «alunno» (ossia impiegato a titolo gratuito) per le benemerenze del defunto padre. Intanto maturava in lui un altro proposito: nell'agosto dello stesso anno decise di unirsi alle truppe degli insorti che combattevano contro i Borboni per l'unità d'Italia. Si arruolò nei «Cacciatori Irpini», una formazione creata dal patriota Giuseppe de Marco. A causa della giovane età (18 anni) e della non dimestichezza con l'uso delle armi, non gli fu consentito di prendere parte ai combattimenti.
Dopo la presa di Napoli da parte di Giuseppe Garibaldi (7 settembre), il comando delle operazioni fu assunto dall'esercito sabaudo. Le formazioni che avevano combattuto al fianco di Garibaldi vennero considerate "irregolari" e furono invitate a sciogliersi. Torelli tornò a casa. Ai primi di gennaio 1861 si recò a Palazzo San Giacomo, all'epoca sede del ministero dell'Interno, per avere ragguagli sul suo stato civile. Scoprì che l'apparato burocratico dell'ex Regno non era stato smantellato e che aveva diritto a un ruolo nell'organico della burocrazia napoletana. Inoltre era stato promosso ad un grado superiore per il quale era previsto uno stipendio (mentre la mansione a cui era stato assegnato in precedenza non aveva retribuzione), in uno degli ultimi atti firmati da re Francesco II prima di rifugiarsi nella fortezza di Gaeta. Accettò quindi di entrare al ministero nella nuova amministrazione sabauda.

## «L'Indipendente» e la parentesi parigina
Tra i nuovi giornali apparsi in città con il nuovo regime spiccava L'Indipendente, sia perché era diretto dal famoso scrittore francese Alexandre Dumas padre, sia perché il quotidiano era molto vicino a Garibaldi, cui dedicava molti articoli. Torelli, appassionato di letteratura ed estimatore del generale nizzardo, lo lesse fin dai primi numeri. Sul giornale apparve un avviso in prima pagina in cui si rendevano edotti i lettori di una particolarità: L'Indipendente veniva scritto in francese e solamente in un secondo momento veniva tradotto in italiano per essere mandato in stampa. Il direttore Dumas si scusava col pubblico per gli eventuali errori ortografici. Torelli, che era bilingue in quanto la madre Josephine aveva sempre parlato in francese coi figli, ritenne che l'impiego nella redazione del quotidiano avrebbe potuto avviarlo alla carriera di giornalista, che teneva in grande considerazione, molto più di quella d'impiegato.
L'esito del colloquio con Dumas fu favorevole: Torelli entrò nell'organico come traduttore. La sorella maggiore Luisa si oppose fermamente al suo proposito di licenziarsi dal lavoro al ministero. Torelli quindi mantenne l'impiego pubblico. Le sue giornate divennero lunghissime: iniziavano la mattina al ministero e terminavano a tarda notte al giornale. Torelli si concedeva una breve pausa solo un'ora prima di cena.
In breve tempo Dumas si rese conto che poteva fidarsi del giovane collaboratore. Iniziò a coinvolgerlo anche nella cura delle sue opere letterarie e dei suoi saggi. Molto della monumentale opera sulla Storia dei Borboni fu dettato da Dumas in francese direttamente a Torelli, che si occupò poi della traduzione in italiano. All'inizio Torelli si era autodefinito «assistente» del direttore. Dopo un anno il rapporto era notevolmente cambiato: i controlli di Dumas sulle bozze di stampa si fecero sempre più sporadici e il direttore affidò a Torelli mansioni sempre più numerose: il giovane si recava alla posta, trattava con la tipografia e teneva la contabilità.
Nel 1864 Dumas decise di ritornare in Francia; Torelli non si lasciò scappare l'occasione e lo seguì a Parigi. In poco tempo si affrancò dalla tutela dello scrittore; in autonomia, iniziò a collaborare a riviste parigine (come Le Nain jaune, La Vie Parisienne e La Vogue Parisienne) scrivendo articoli di moda e costume. Nella capitale trovò giornali che mantenevano la propria indipendenza autofinanziandosi con la pubblicità; il telegrafo era ampiamente utilizzato, a differenza che in Italia. Ottenuto il passaporto francese, unì il cognome della madre a quello del padre.

Il poeta Luigi Gualdo (1844-1898) lo presentò all'editore milanese Edoardo Sonzogno, che frequentava spesso la capitale parigina per lavoro (1864). Da Parigi Torelli collaborò alla rivista «L'Illustrazione Universale». Sul finire del 1865 Sonzogno gli chiese di venire a Milano per dirigere i due periodici illustrati della casa editrice.

## I primi anni a Milano
Dal gennaio 1866 Torelli Viollier fu redattore capo di L'illustrazione universale e L'Emporio pittoresco. Entrambe le testate ebbero scarsa fortuna: nel 1867 scomparve L'Illustrazione e l'anno successivo chiuse L'Emporio. Torelli Viollier,  all'età di 24 anni, tornò alla stampa quotidiana, come cronista per il quotidiano Il Secolo, fondato da Sonzogno nel 1866. Si occupò di cronaca nera e bianca. Si appassionò al teatro (curò la rivista teatrale, cioè tenne la rubrica delle recensioni) e pensò che quella di critico teatrale avrebbe potuto diventare la sua nuova professione. Collaborò anche con Il Gazzettino rosa di Bizzoni e Felice Cavallotti, in quel momento politicamente moderato, ma se ne distaccò quando il giornale assunse toni decisamente radicali e antimonarchici. Quando anche Il Secolo si spostò verso l'area mazziniana, il rapporto con Sonzogno si incrinò. Torelli Viollier restò al Secolo stando, però, ben attento a non farsi coinvolgere politicamente.
La "separazione in casa" durò fino al 1872: quell'anno Torelli Viollier passò ai concorrenti Fratelli Treves; si trattò, comunque, come già avvenuto con Dumas, di un distacco concordato, che non pregiudicò le amichevoli relazioni personali con l'editore. Uscito dal Secolo, Torelli venne chiamato a difendersi da calunnie infondate mosse contro di lui da Felice Cavallotti, ex collega ai tempi del Gazzettino rosa. Lo scontro fra i due, con tanto di risvolti giudiziari (due cause penali), si trascinò fino agli anni ottanta. Cavallotti lo sfidò anche a duello (per poi mandare uno spadaccino in sua vece).
Torelli Viollier fu redattore capo del quotidiano di Casa Treves, il Corriere di Milano, fondato nel 1869. Al Corriere Torelli Viollier iniziò, finalmente, ad occuparsi di politica. L'editore, e direttore Emilio Treves, manteneva infatti il quotidiano su posizioni vicine al moderatismo e al costituzionalismo, più consone alle idee del giornalista italo-francese. Oltre a scrivere per il Corriere di Milano, Torelli Viollier fu anche redattore dell'Illustrazione Italiana (da non confondere con il quasi omonimo periodico di Sonzogno), impegno che ne migliorò considerevolmente la posizione economica. Grazie alla raggiunta stabilità finanziaria, fece salire a Milano la sorellastra Luisa e uno dei fratelli, il più giovane, Titta Torelli.
Nel 1874 i fratelli Treves, però, decisero di monetizzare i guadagni già ottenuti dal Corriere nei suoi pochi anni di vita e lo vendettero ad un quotidiano concorrente, il Pungolo, senza prima consultarsi con Torelli Viollier. Dalla fine del 1874 all'autunno del 1875 Torelli Viollier rimase disoccupato e trascorse un periodo di ristrettezze economiche. Nell'autunno del 1875 avvenne un cambio di gestione a La Lombardia – già giornale unionista sin dal 1859 – su cui si pubblicavano gli atti ufficiali della Provincia, quindi una testata che godeva di una posizione di rendita.

## La direzione de «La Lombardia»
L'editore, il giovane avvocato lodigiano Riccardo Pavesi, cercava un direttore giovane, dinamico e soprattutto non compromesso: praticamente l'identikit di Torelli Viollier. Tramite conoscenze comuni, Eugenio si inserì nelle trattative che si svolgevano nello storico Caffè Gnocchi e alle quali parteciparono, fra gli altri: Vincenzo Labanca, amico di Torelli Viollier, giornalista, lo zio di questi Baldassarre, filosofo, e Tommaso Randelli, vecchio amico sia di Vincenzo Labanca sia di Torelli Viollier. Le trattative si conclusero felicemente per Torelli Viollier, che ottenne la direzione della testata.
Dal timone della Lombardia ha la possibilità di crescere professionalmente, di farsi conoscere e di entrare in contatto con ambienti politici a lui affini e con persone che hanno capitali per realizzare ambiziosi progetti. La dichiarazione d'intenti di Torelli Viollier si può considerare un'anticipazione di quello che sarà il Corriere della Sera:
(Dall'articolo di fondo con cui Torelli Viollier si presentò ai lettori della Lombardia.)
L'esperienza alla direzione della Lombardia, iniziata nel 1875, dura pochi mesi poiché Torelli Viollier ha già in mente la fondazione di un nuovo quotidiano e vuole perseguire con tenacia questo obiettivo. Affascinato dal modello anglosassone, pensa ad un quotidiano totalmente indipendente, anche dalla Destra e dall'Associazione costituzionale, cui si sente affine.
Fino al 1875 la fondazione di una nuova testata era impedita da due ostacoli oggettivi: la mancanza di un finanziatore che non chiedesse contropartite politiche o personali; la mancanza di spazio, visto che Milano aveva già ben otto quotidiani. I cinque principali erano: il già citato Pungolo, organo dei monarchici; La Perseveranza, il giornale più letto a Destra; Il Secolo, il giornale più letto a Sinistra; il Gazzettino Rosa, foglio dei garibaldini, e La Plebe, preferito dagli anarchici e dai socialisti. La tiratura complessiva dei quotidiani milanesi toccava le 150 000 copie. Per una città che contava 300.000 abitanti era una media elevata.

## La genesi del «Corriere della Sera»

### L'idea del nuovo giornale
Alla fine del 1875 questi due ostacoli iniziano a vacillare: prima di tutto è nell'aria la sconfitta elettorale della Destra e il conseguente ricambio di potere. Per quanto riguarda il secondo dato di fatto, l'esperienza alla guida della «Lombardia» lo ha avvicinato, come già accennato, ad una serie di personalità con disponibilità di capitali che potrebbero costituire una solida base finanziaria per il nuovo giornale.
Per quanto riguarda l'accennata sensazione di imminente sconfitta elettorale della Destra, è utile fare una breve panoramica politica. Nel 1874 le elezioni politiche avevano spaccato in due il paese, il Centro-Nord alla Destra e il Meridione alla Sinistra. Non che nel Settentrione la Sinistra fosse debole: tutt'altro. Ma era eterogenea e questo ne inficiava la capacità di proporsi come forza di governo. Alla Destra si rimproverava la politica finanziaria inadeguata alle esigenze del neonato stato unitario, la sostanziale non risoluzione della questione meridionale dopo la guerra al brigantaggio, in generale posizioni eccessivamente conservatrici e la sistematica costituzione di una classe dirigente formata da una élite di intoccabili che impediva il ricambio e il ringiovanimento della classe dirigente medesima.
L'attesa per il cambio di potere si era fatta spasmodica. Più di un intellettuale – ad esempio Giovanni Visconti Venosta, fratello del più noto ministro – inizia a mettere in guardia la grande borghesia imprenditoriale sul pericolo di essere colti impreparati al momento della vittoria della Sinistra. La borghesia conservatrice lombarda teme che il cambio di potere possa essere una catastrofe e, di conseguenza, reagisce, nella peggiore delle ipotesi, salvando il salvabile.
Gli imprenditori hanno a cuore il mantenimento dell'ordine costituito e auspicano che, al di là di alcune inevitabili riforme, si possa continuare sulla strada che essi definiscono progresso: sostanzialmente continuare a fare affari. Quanto al re, egli non teme più di tanto la Sinistra, in quanto ha già iniziato un lavorio sottotraccia che porterà al cosiddetto trasformismo, tramite il quale i cambi di potere saranno sostanzialmente ininfluenti. La borghesia conservatrice industriale è interessata ad aprire un canale di dialogo con la Sinistra per rendere morbida la transizione e per avere la garanzia di poter continuare a fare affari.

### Un organo per il partito moderato
Questa istanza di moderatismo crea lo spazio politico in cui si può inserire un nuovo giornale, improntato ai valori della Destra, ma capace di dialogo e confronto costruttivo con la Sinistra. In questo senso Il Pungolo e la Perseveranza sono troppo intransigenti e compromessi.
Torelli Viollier, con la parola d'ordine "moderazione e mediazione" inizia ad acquisire credito. Il suo non essere coinvolto direttamente nella politica si trasforma da limite, quale era stato per diverso tempo, in vantaggio. La linea di conciliazione e di attesa possibilista perseguita dal Torelli Viollier coagula attorno al progetto del nuovo quotidiano la parte più avanzata e meno intenzionata a farsi tagliar fuori della Destra milanese. Non c'è investitura ufficiale da parte dell'Associazione costituzionale, ma anche questo è visto da più parti come un titolo di merito. Tanto l'idea della nuova testata è vista con favore in ambienti politici, quanto è osteggiata in ambienti giornalistici. Sulla concorrente Ragione, il ventilato nuovo giornale è deriso ancor prima dell'uscita del primo numero. Il nuovo quotidiano nasce, quindi, ufficialmente come iniziativa personale del Torelli Viollier, che però non dispone del denaro necessario.
Nel giro di pochi giorni – siamo già nel 1876 – trova tre soci: Riccardo Pavesi, l'editore de La Lombardia, che aveva nominato Torelli Viollier alla direzione e che appoggia il progetto in quanto ansioso di debuttare in politica; Riccardo Bonetti e Pio Morbio, «trovati» dal Pavesi, entrambi avvocati. Bonetti entra nell'impresa per amicizia del Pavesi e i due lasceranno alle prime difficoltà. Pio Morbio, figlio dello storiografo Carlo, è invece destinato a lasciare involontariamente il segno nella storia del «Corriere». Sua sorella, infatti, aveva sposato Benigno Crespi - fratello del noto industriale cotoniero Cristoforo Benigno Crespi - che, proprio grazie all'appartenenza a una facoltosa famiglia, poté diventare, di lì a pochi anni, proprietario del giornale incrementandone notevolmente le possibilità di sviluppo.
Siamo nel febbraio del 1876. I quattro preventivano di poter raccogliere 100 000 lire, valutandola la cifra minima per poter iniziare. Si tratta di una cifra bassa, considerando che la pubblicità non è, all'epoca, una fonte consistente di entrate, che non avevano –  a differenza degli altri – sovvenzioni ministeriali e neppure l'appoggio finanziario di più o meno grossi gruppi industriali, come tutte le altre testate.
Si consideri, inoltre, che Torelli Viollier partecipa come «socio d'opera», non avendo una lira da investire nell'impresa.
In realtà delle centomila lire preventivate, i fondatori ne raccolgono solo 30 000. Al momento della scelta del nome si opta per «Corriere», che nell'onomastica giornalistica sta gradatamente prendendo il posto dei tradizionali Avvisatore, Eco, Gazzetta e della Sera poiché sarebbe uscito nel tardo pomeriggio.

### Un budget che basta appena per un anno
Come scritto poco sopra, il capitale iniziale ammontava a meno di un terzo del preventivato. Ciò impose la necessità di far bene, se non benissimo, i conti, incaricando un ragioniere-amministratore che, possibilmente, non richiedesse compensi. Il candidato ideale, o forse l'unico, fu Titta Torelli, fratello di Eugenio, primo e ultimo amministratore del «Corriere» a non aver mai percepito un compenso. La sede dev'essere, almeno esteriormente, di prestigio e il posto più prestigioso di Milano, all'epoca, è la Galleria Vittorio Emanuele.
Si riescono ad affittare alcune stanze nell'ammezzato di un palazzo la cui entrata è in via Ugo Foscolo, ma fino a quando non verranno assegnati i civici alla via (erano da pochissimo terminati i lavori di restauro e sistemazione dell'intera area, durati 15 anni) l'indirizzo della sede è "Galleria Vittorio Emanuele 77", in seguito "Via Ugo Foscolo 5".
Il denaro occorrente per dotarsi di una tipografia è, ovviamente, assente. Si ricorre, pertanto, ad un tipografo della vicina via Marino, Enrico Reggiani, che ne possiede una sotterranea. I rapporti tra «Corriere» e Reggiani, purtroppo, saranno sempre improntati sulla sfiducia e sulla scortesia.
Il costo della carta è proibitivo e Titta Torelli si rende immediatamente conto che, considerate tutte le spese, ci sono soldi per pubblicare al massimo per un anno. Tutto è un po' precario e avventuroso, ma la volontà di Eugenio è più forte e l'entusiasmo non manca.

## Il Corriere della Sera

### Quindicimila copie per illancio. L'assestamentoa tremila
Per il "grande lancio" si stampano quindicimila copie. L'"assestamento" si aggirerà sulle tremila: un decimo di quelle del Secolo. Il primo numero esce domenica 5 marzo 1876, con la data 5-6 marzo. Prezzo di una copia: 5 centesimi a Milano, 7 fuori città.
Le richieste d'abbonamento, già prima del debutto, sono 500 (costo per Milano a domicilio 18 lire, resto del paese 24 lire).
Il giornale è composto di quattro pagine, suddivise in 5 colonne.
In prima pagina, naturalmente, c'è il pezzo di Torelli Viollier, Al Pubblico, e l'inizio del romanzo d'appendice, che prosegue anche in fondo alla seconda. In quarta c'è la pubblicità, con due finestre in terza perché "straripa".
Gli articoli sono come quelli di tutti gli altri giornali. Notizie di "seconda mano" da altre testate del Regno (Fanfulla, Bersagliere, Gazzetta d'Italia etc.) e i "ritagli" composti dalla redazione.
È la prima domenica di Quaresima: il carnevale era finito la sera prima.
In realtà la mattina, gli altri giornali non sono usciti, così il «Corriere» vende tutte le copie messe a disposizione.
Il ricavato, però, non va alle magre casse della testata, bensì al Pio Istituto tipografico, sia per non dar ragione alle malelingue – "il Corriere è uscito quel giorno per non avere concorrenti" –, sia per non danneggiare il "Pio Istituto" che tradizionalmente esce quel giorno con l'unico numero annuale del giornale Indipendente, per raccogliere fondi.

### L'anno del debutto: il 1876

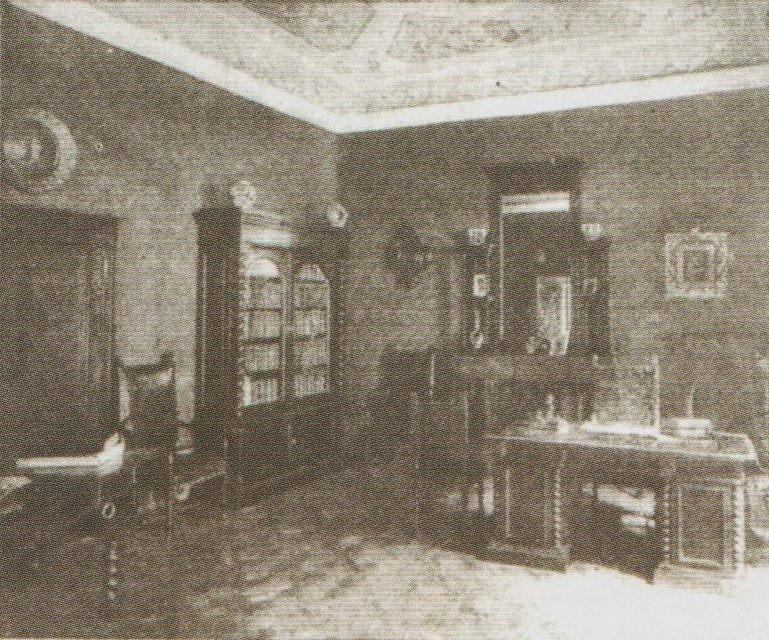
Il Gabinetto del direttore, l'ufficio di Torelli Viollier al «Corriere della Sera».

Il 18 marzo 1876, tredici giorni dopo l'uscita del primo numero, cade il governo e si profila un possibile gabinetto di Sinistra.
Il Corriere, fedele alle dichiarazioni programmatiche delineate da Torelli Viollier, si trova ad avere un ruolo di mediazione, rappresentando la parte nuova del vecchio che sta perdendo.
La caduta del ministero Minghetti era, incredibilmente, attesa e auspicata anche da buona parte della Destra, che la vede come la sconfitta delle consorterie e un'occasione di rinnovamento, anche dal punto di vista di un ricambio generazionale.
Una sorta di "attendismo", una "neutralità armata" che nasce dalla necessità di un cambiamento e dalla consapevolezza che quella Destra non sarebbe stata in grado di mettersi in discussione.
Posizione condivisa da gran parte, quella più illuminata, dei "maggiorenti" lombardi. Anche gli operatori economici lombardi guardano all'avvento della Sinistra senza patemi d'animo e con guardinga accondiscendenza, tant'è che la Borsa di Milano non subisce scossoni o crolli nei giorni di fine marzo.
A partire dalle elezioni del novembre 1876, il «Corriere» inaugura una pratica che diventerà tradizione.
Grazie alla completa indipendenza economica, alla non adesione ai finanziamenti del "fondo dei rettili" (ancora nell'agosto del '76 il prefetto Bardesono propone a Torelli Viollier di "far ruotare" la testata in area ministeriale e accedere al fondo) e alla libertà intellettuale che Torelli Viollier difende con i denti, il giornale pubblica una lista di candidati che sono "consigliati" ai lettori, senza tener conto della provenienza politica, molto spesso inserendo "ministeriali" (come, prima delle elezioni del novembre 1876, Cesare Correnti e Bettino Ricasoli, uomini che avevano lavorato per la caduta della Destra).
La "lista" rappresenta il tentativo politico di "controbilanciare" l'eventuale eccessiva spinta innovatrice del futuro gabinetto. Quasi tutti i giornali pubblicavano una sorta di lista, ma la novità introdotta dal Corriere è proprio la non adesione incondizionata ad uno schieramento, e non è cosa da poco. Altra innovazione destinata a divenire tradizione è "l'esposizione" dei risultati: appena finito lo spoglio delle schede, Torelli Viollier espone un grande cartello fuori dalla finestra della redazione con i risultati, anticipando di tre ore buone gli altri giornali. Lo stesso sistema viene usato all'arrivo di notizie particolarmente importanti.
Si potrebbe obiettare che il metodo del cartellone fa perdere copie al giornale (in costante crisi finanziaria), in quanto se un cittadino legge la notizia o i risultati elettorali sul cartellone non comprerà il Corriere, ma in questa usanza c'è tutto Torelli Viollier, la sua idea di giornalismo fatta di parole d'ordine come "informare prima di tutto".
Nel 1877 compone il romanzo Ettore Carafa, dedicato al patriota meridionale giustiziato dai Borboni nel 1799. Lo stile di Torelli Viollier è ispirato a quello di Émile Zola. Il romanzo viene tradotto in francese nello stesso anno.

### Vita privata e familiare
All'età di trentatré anni Torelli Viollier decise di prendere moglie. Il 30 ottobre 1875 si sposò con Maria Antonietta Torriani, originaria di Novara, istitutrice e scrittrice. Nell'attività letteraria la moglie si firmava con lo pseudonimo "Marchesa Colombi". Nata nel 1840, la Torriani era una donna estroversa, indipendente e gelosa della propria indipendenza. Frequentava i salotti milanesi e i poeti, aveva avuto alcune relazioni sentimentali con personaggi legati alla letteratura, fra i quali Giosuè Carducci. Al contrario, Torelli Viollier non aveva mai avuto una vera relazione amorosa.
Meno di un anno dopo Torelli Viollier decise di accogliere nell'abitazione coniugale la sorellastra Luisa. Legata al fratello, di dieci anni più giovane, da un rapporto morbosamente materno, Luisa entrò presto in conflitto con Maria Antonietta. La convivenza sotto lo stesso tetto scatenò una ridda di liti e scenate isteriche, soprattutto da parte della Torriani, per reazione molto gelosa. Lo scontro dei due forti caratteri femminili creò un ambiente pesante ma non fu la causa immediata della separazione dei coniugi.
Tra il 1887 e il 1888 entrò in casa Torriani la nipote Eva, figlia della sorella di Maria Antonietta. Appena diciottenne, non si era ancora ripresa dalla morte della madre, da poco scomparsa. Doveva trascorrere qualche mese a Milano per riprendersi. Torelli Viollier dimostrò subito una spiccata simpatia per l'intelligenza vivace della giovane, ma la moglie, esasperata dalle continue liti con Luisa, fraintese e scatenò una scenata di gelosia nei confronti della nipotina. Il 22 aprile 1888, sentitasi in colpa, per la vergogna, si gettò dalla finestra. Torelli Viollier ricevette la notizia del suicidio mentre si trovava a Napoli per lavoro. Profondamente scosso e turbato, rientrò immediatamente a Milano. La drammatica morte della giovane fu uno dei momenti più dolorosi della vita di Eugenio. A seguito del fatto decise di lasciare la moglie. Torelli Viollier non ebbe più un'altra compagna nel resto della sua vita.

### Dal 1890 alla morte
Paradossalmente, gli anni della crisi del matrimonio coincisero con quelli del consolidamento del Corriere. Dal 1886 il giornale produsse regolarmente profitti. A partire dagli anni novanta il direttore decise di prendere un po' le distanze dall'azienda-Corriere. Iniziò a cercare un successore, qualcuno che lo potesse sostituire. Il 1º settembre 1891 chiamò Alfredo Comandini (direttore de La Lombardia dal 1883) ad affiancarlo alla guida del giornale come direttore politico. Torelli Viollier rimase gerente responsabile. Poi scelse Adolfo Rossi come nuovo redattore capo. L'anno successivo Comandini venne eletto al Parlamento e lasciò l'attività giornalistica a tempo pieno. Torelli Viollier dovette ritornare a guidare la redazione.
A partire dal 1894 iniziò a trascorrere lunghi periodi fuori Milano, nella villa presa in affitto sul Lago di Como, villa Passalacqua. Qui un fattorino gli recapitava tutti i giorni il Corriere, che il direttore leggeva da cima a fondo. Inviava poi le sue puntuali osservazioni alla redazione, insieme all'articolo di fondo. Parallelamente acquistò il terreno per costruire una nuova casa, una villa signorile in via Paleocapa. Incaricò della progettazione l'architetto Luigi Broggi. Si trasferì nella nuova abitazione nel 1896. Il quotidiano poteva camminare sulle sue gambe, ma Torelli Viollier preferiva ancora controllarlo, seppure a distanza. Continuò ad esercitare la sua influenza, sia come firma di prestigio sia come azionista. Nel 1896 dovette tornare a guidare la redazione: in due anni aveva dapprima promosso e poi revocato come direttore politico Andrea Cantalupi (1895) e Luca Beltrami (maggio 1896). Tra i neoassunti si distinse Luigi Albertini, giovane economista anconetano che, entrato in maggio al Corriere, a settembre fu promosso Segretario di redazione (il primo in assoluto nel quotidiano milanese con tale qualifica)
Il 31 maggio del 1898 Torelli Viollier lasciò definitivamente la gerenza del Corriere. L'occasione fu offerta dai Moti di Milano, che erano stati repressi dall'esercito con la forza delle armi. Un comportamento, quello dello Stato, che aveva impressionato fortemente gli intellettuali liberali come Torelli Viollier. Consegnò la direzione nelle mani di Domenico Oliva, e nominò Luigi Albertini direttore amministrativo della testata. La tiratura media era prossima alle centomila copie. Il 12 giugno fece pubblicare una sua lettera aperta al suo successore; due giorni dopo il quotidiano torinese La Stampa (simile al Corriere come stile e posizione culturale) pubblicò una sua lettera al direttore che conteneva un richiamo ai principii dello Stato di diritto ed alla già decennale tradizione costituzionale dell'Italia unita.
Nei due anni successivi Albertini apportò sostanziali modifiche alla "macchina" del Corriere. Introdusse, tra i primi in Italia, le rotative cilindriche. Fondò il supplemento domenicale a colori La Domenica del Corriere, che toccò la tiratura di un milione e mezzo di copie. Seppe guadagnarsi la fiducia di Torelli, divenendo il suo uomo di fiducia all'interno del giornale.
Eugenio Torelli Viollier morì di lì a poco per una endocardite, il 26 aprile del 1900.

## Opere
Originali
- Le rovine di Palmira, Milano, Emilio Treves Editore, 1870

Traduzioni
- Alexandre Dumas padre, 
  - Cento anni di brigantaggio nelle province meridionali d'Italia, Napoli, Demarco;
  - Memorie di Garibaldi e Sanfelice (traduzione di molte parti).
- Ernest Renan, Storia delle origini del cristianesimo , Milano-Firenze, Edoardo Sonzogno Editore, 1866, traduzione di Eugenio Torelli Viollier